# Evelyn Lear
Evelyn Lear, z domu Shulman, zam. Stewart (ur. 8 stycznia 1926 w Nowym Jorku, zm. 1 lipca 2012 w Sandy Spring w stanie Maryland) – amerykańska śpiewaczka operowa, sopran.

## Życiorys
Jako dziecko grała na fortepianie i trąbce, następnie uczyła się śpiewu w Waszyngtonie u Johna Yarda. Później studiowała w nowojorskiej Juilliard School u Sergiusa Kagena. Zadebiutowała w 1955 roku w Nowym Jorku jako śpiewaczka recitalowa. Po uzyskaniu stypendium Fulbrighta wyjechała do Berlina, gdzie podjęła dalsze studia u Marii Ivogün. W 1959 roku zadebiutowała jako śpiewaczka operowa w berlińskiej Städtische Oper w roli Kompozytora w Ariadnie na Naksos Richarda Straussa. W kolejnych latach występowała w Operze Wiedeńskiej i na festiwalu w Salzburgu. W 1965 roku w roli Donny Elwiry w Don Giovannim debiutowała w Covent Garden Theatre w Londynie.
Zasłynęła szczególnie w repertuarze współczesnym. Do jej popisowych ról należały Maria w Wozzecku i tytułowa partia w Lulu Albana Berga. Wystąpiła w prapremierowych przedstawieniach oper Alkmene Giselhera Klebego (Berlin 1961, w roli Alkmeny), Die Verlobung in San Domingo Wernera Egka (Monachium 1963, w roli Jeanne) i Mourning Becomes Electra Marvina Davida Levy’ego (Nowy Jork 1967, w roli Lavinii), The Seagull Thomasa Pasatieriego (Houston 1974, w roli Arkadiny), Minutes to Midnight Roberta Warda (Miami 1982, w roli Magdy) i Der Kirschgarten Rudolfa Kelterborna (Zurych 1984, w roli Ranyevskayej).
Od 1955 roku była zamężna ze śpiewakiem operowym Thomasem Stewartem.